# Copa Brasil de Voleibol Feminino de 2021
A Copa Brasil de Voleibol Feminino de 2021 foi a décima edição desta competição organizada pela Confederação Brasileira de Voleibol através da Unidade de Competições Nacionais. Participaram do torneio oito equipes, de acordo com a posição delas no primeiro turno da Superliga Brasileira A 2020-21., e ocorreu entre 19 de janeiro de 2021 e 6 de fevereiro de 2021. A fase quartas de final foi disputada no ginásio do time de melhor campanha no confronto, em jogo único. Já as semifinais e a final, também em jogo único, fora disputadas no Centro de Desenvolvimento de Voleibol, na cidade de  Saquarema, Rio de Janeiro.

## Regulamento
Classificaram-se para a disputa da Copa Brasil de 2021 as oito melhores equipes do primeiro turno da fase classificatória da Superliga Brasileira de Voleibol Feminino de 2020–21 - Série A. O torneio foi disputado em sistema de eliminatória simples, em jogos únicos, dividido em três fases: quartas-de-final, semifinais e final.
Nas quartas-de-final, os confrontos foram baseados na posição de cada participante da tabela da referida Superliga Brasileira A, conforme a seguir: 1º x 8º,  2º x 7º , 3º x 6º  e  4º x 5º  os vitoriosos destas partidas passam às semifinais, a partida semifinal será entre o Vencedor (1º x 8º) x Vencedor (4º x 5º) e na outra partida da referida fase teremos o Vencedor (2º x 7º) x Vencedor (3º x 6º), definindo assim os dois finalistas. Os jogos da quartas-de-final tiveram como mandantes os quatro melhores times da Superliga Brasileira A, e as semifinais e a final serão realizadas no Centro de Desenvolvimento de Voleibol (CDV), Saquarema (RJ).

## Participantes
| Equipe            | Cidade         | Ginásio                     | Capacidade | Posição na temporada 2020/21 |
| ----------------- | -------------- | --------------------------- | ---------- | ---------------------------- |
| SESC/Flamengo Rio | Rio de Janeiro | Ginásio Hélio Maurício      | 1.000      | 4º                           |
| Praia Clube       | Uberlândia     | Arena Praia                 | 3.000      | 3º                           |
| Minas             | Belo Horizonte | Arena Minas Tênis Clube     | 3.650      | 1º                           |
| Osasco            | Osasco         | José Liberatti              | 4.500      | 2º                           |
| Sesi/Vôlei Bauru  | Bauru          | Panela de Pressão           | 2.000      | 5º                           |
| Curitiba Vôlei    | Curitiba       | Ginásio do Colégio Positivo | 1.800      | 7º                           |
| São Paulo/Barueri | Barueri        | José Corrêa                 | 5.000      | 6º                           |
| EC Pinheiros      | São Paulo      | Henrique Villaboim          | 1.100      | 8º                           |

## Resultados
|  | Quartas-de-final | Quartas-de-final  | Quartas-de-final |             |                   | Semifinais | Semifinais | Semifinais |  |  | Final | Final | Final |
|  |                  |                   |                  |             |                   |            |            |            |  |  |       |       |       |
|  | 1º               | Minas             | 3                |             |                   |            |            |            |  |  |       |       |       |
|  | 8º               | EC Pinheiros      | 0                |             |                   |            |            |            |  |  |       |       |       |
|  | 8º               | EC Pinheiros      | 0                |             | 1º                | Minas      | 3          |            |  |  |       |       |       |
|  |                  |                   |                  |             | 1º                | Minas      | 3          |            |  |  |       |       |       |
|  |                  | 5º                | Sesi/Vôlei Bauru | 1           |                   |            |            |            |  |  |       |       |       |
|  | 4º               | 5º                | Sesi/Vôlei Bauru | 1           | SESC/Flamengo Rio | 1          |            |            |  |  |       |       |       |
|  | 4º               |                   |                  |             | SESC/Flamengo Rio | 1          |            |            |  |  |       |       |       |
|  | 5º               | Sesi/Vôlei Bauru  | 3                |             |                   |            |            |            |  |  |       |       |       |
|  |                  |                   |                  |             |                   |            |            |            |  |  | 1º    | Minas | 3     |
|  |                  |                   | 3º               | Praia Clube | 2                 |            |            |            |  |  |       |       |       |
|  | 2º               | Osasco            | 3                |             |                   |            |            |            |  |  |       |       |       |
|  | 7º               | Curitiba Vôlei    | 0                |             |                   |            |            |            |  |  |       |       |       |
|  | 7º               | Curitiba Vôlei    | 0                |             | 2º                | Osasco     | 0          |            |  |  |       |       |       |
|  |                  |                   |                  |             | 2º                | Osasco     | 0          |            |  |  |       |       |       |
|  |                  | 3º                | Praia Clube      | 3           |                   |            |            |            |  |  |       |       |       |
|  | 3º               | 3º                | Praia Clube      | 3           | Praia Clube       | 3          |            |            |  |  |       |       |       |
|  | 3º               |                   |                  |             | Praia Clube       | 3          |            |            |  |  |       |       |       |
|  | 6º               | São Paulo/Barueri | 1                |             |                   |            |            |            |  |  |       |       |       |

## Quartas de final
A tabela oficial dos jogos foi divulgada em 12 de Janeiro de 2021 pela CBV.
Resultados
| 19 de janeiro de 2021 19:00 Relatório | Minas    | 3 — 0             | EC Pinheiros | Arena Minas Tênis Clube, Belo Horizonte |
| 19 de janeiro de 2021 19:00 Relatório | 25 27 25 | Set 1 Set 2 Set 3 | 14 25 16     | Arena Minas Tênis Clube, Belo Horizonte |

| 19 de janeiro de 2021 19:00 Relatório | SESC/Flamengo Rio | 1 — 3                   | Sesi/Vôlei Bauru | Ginásio Hélio Maurício, Rio de Janeiro |
| 19 de janeiro de 2021 19:00 Relatório | 24 23 25 22       | Set 1 Set 2 Set 3 Set 4 | 26 25 16 25      | Ginásio Hélio Maurício, Rio de Janeiro |

| 19 de janeiro de 2021 19:30 Relatório | Praia Clube | 3 — 1                   | São Paulo/Barueri | Arena Praia, Uberlândia |
| 19 de janeiro de 2021 19:30 Relatório | 25          | Set 1 Set 2 Set 3 Set 4 | 15 27 14 18       | Arena Praia, Uberlândia |

| 02 de fevereiro de 2021 19:00 Relatório | Osasco | 3 — 0             | Curitiba Vôlei | José Liberatti, Osasco |
| 02 de fevereiro de 2021 19:00 Relatório | 25     | Set 1 Set 2 Set 3 | 15 22 16       | José Liberatti, Osasco |

## Semifinal
Resultados
| 5 de fevereiro de 2021 19:00 Relatório | Minas    | 3 — 1                   | Sesi/Vôlei Bauru | CDV, Saquarema |
| 5 de fevereiro de 2021 19:00 Relatório | 30 14 25 | Set 1 Set 2 Set 3 Set 4 | 28 25 11 22      | CDV, Saquarema |

| 5 de fevereiro de 2021 21:30 Relatório | Osasco | 0 — 3             | Praia Clube | CDV, Saquarema |
| 5 de fevereiro de 2021 21:30 Relatório | 23 20  | Set 1 Set 2 Set 3 | 25          | CDV, Saquarema |

## Final
Resultado
| 6 de fevereiro de 2021 21:30 Relatório | Minas       | 3— 2                          | Praia Clube    | CDV, Saquarema |
| 6 de fevereiro de 2021 21:30 Relatório | 25 27 25 15 | Set 1 Set 2 Set 3 Set 4 Set 5 | 22 29 25 27 13 | CDV, Saquarema |

## Classificação final
| Posição | Equipe            |
| ------- | ----------------- |
|         | Minas             |
|         | Praia Clube       |
|         | Osasco            |
| 4º      | Sesi/Vôlei Bauru  |
| 5º      | SESC/Flamengo Rio |
| 6º      | São Paulo/Barueri |
| 7º      | EC Pinheiros      |
| 8º      | Curitiba Vôlei    |

| Copa Brasil de Voleibol Feminino |
| Brasil                           |
| -------------------------------- |
| Minas Campeão (2º título)        |